# إميل روسوفووري
إميل روسوفووري (مواليد 2 أبريل 1999) هو لاعب تنس محترف فنلندي، أعلى تصنيف له في الفردي كان ال59 في مايو 2022.

## روابط خارجية
- إميل روسوفووري على موقع رابطة محترفي التنس (الإنجليزية)
- إميل روسوفووري على موقع الاتحاد الدولي لكرة المضرب (الإنجليزية)
- إميل روسوفووري على موقع كأس ديفيز (الإنجليزية)
- إميل روسوفووري على موقع خلاصة التنس.كوم (الإنجليزية)
- إميل روسوفووري على موقع إي إس بي إن.كوم (الإنجليزية)